# Thoracochromis buysi
Thoracochromis buysi är en fiskart som först beskrevs av Penrith, 1970.  Thoracochromis buysi ingår i släktet Thoracochromis och familjen Cichlidae. IUCN kategoriserar arten globalt som livskraftig. Inga underarter finns listade i Catalogue of Life.